# اسب‌ماهی (افسانه)

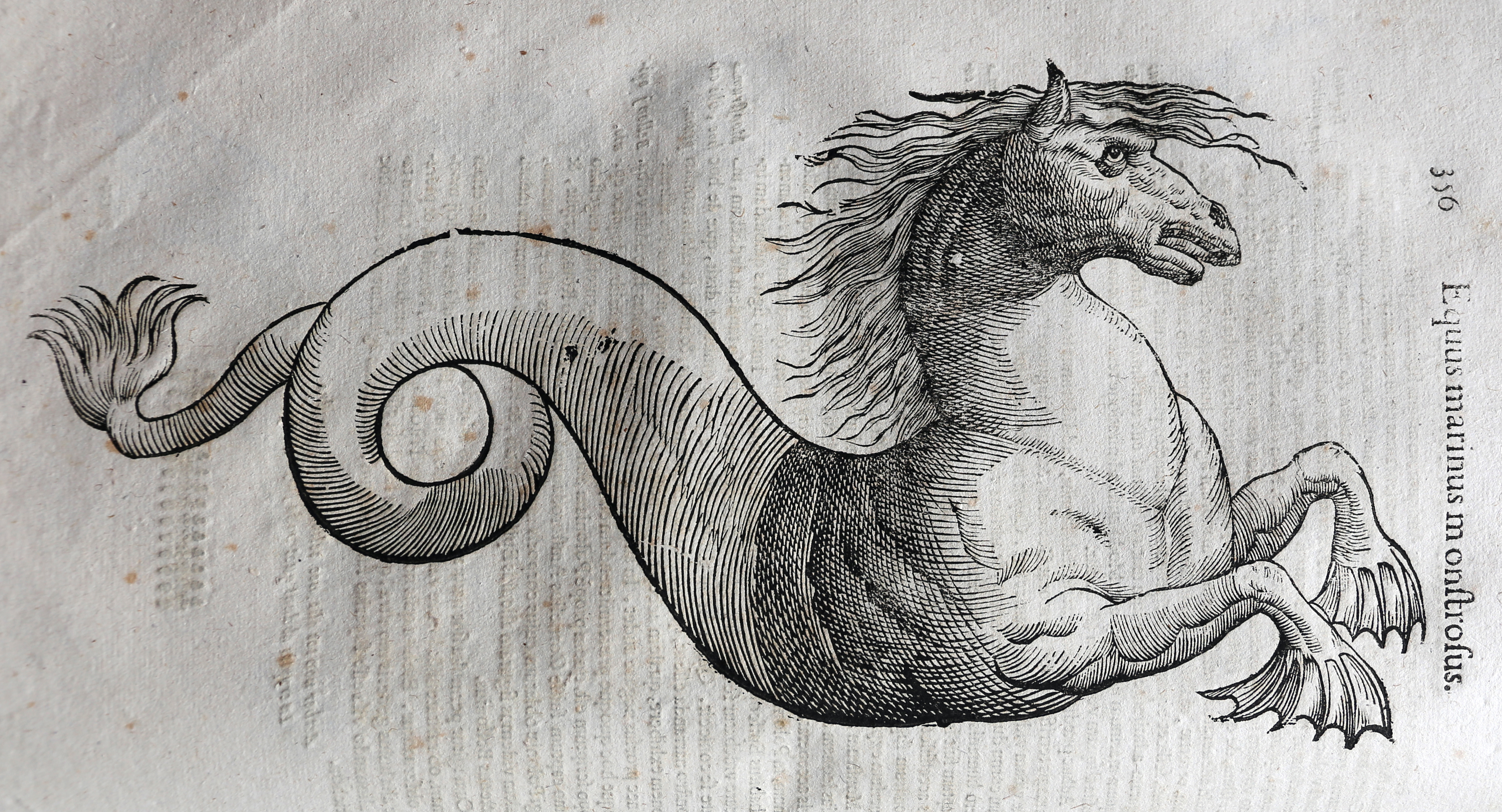
طرحی از اسب دریایی

اسب‌ماهی یا اسب دریایی (به انگلیسی: Hippocampus)، جانوری دریایی افسانه‌ای اسطوره‌ای با بدن و دو دست اسب و دمی بلند و پیچ خورده به شکل دم ماهی و بدون دوپا می‌باشد که گاهی نیز با بال در هنرهای اساطیری یونان و روم به تصویر در می‌آمده است. 

## نگارخانه

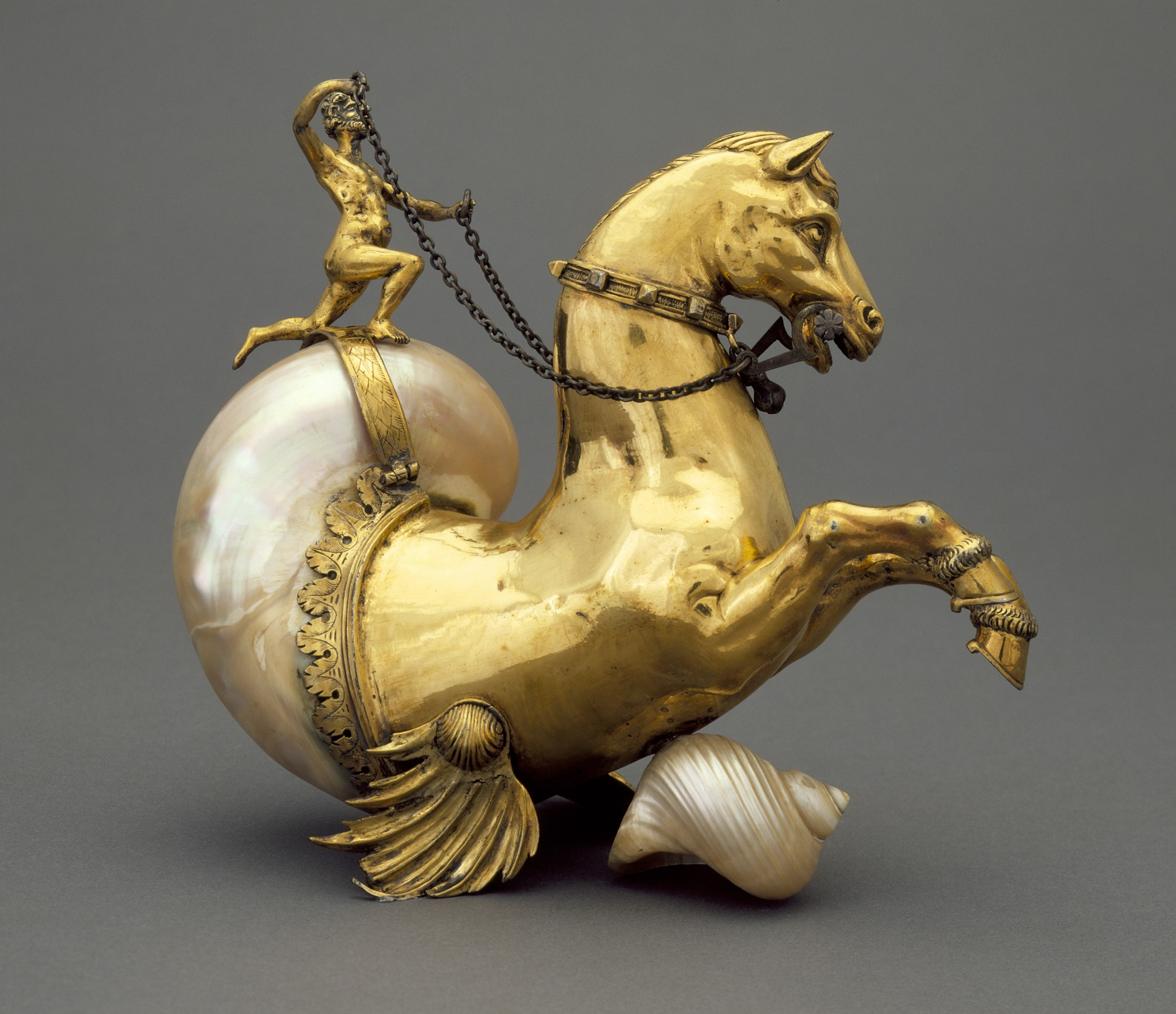
مجسمه‌ای از اسب دریایی، آلمان حدود ۱۵۹۰-۱۶۰۰ میلادی
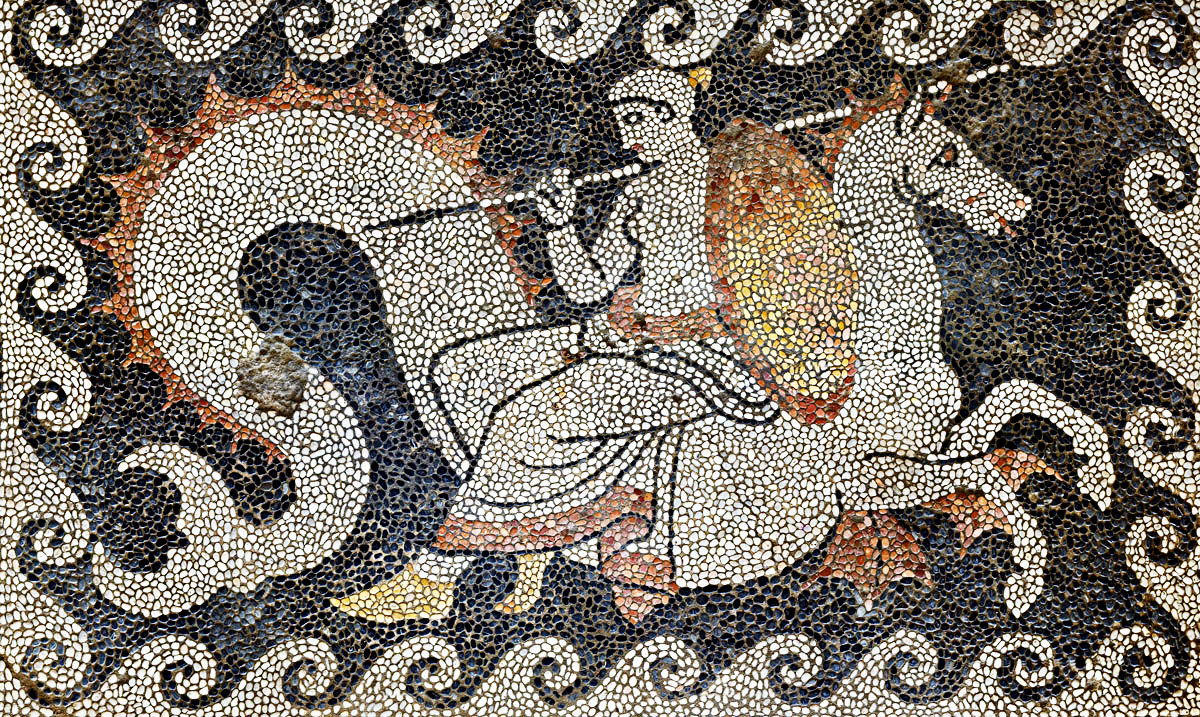
طرح موزاییکی که ایزدبانوی  تتیس بر روی یک اسب دریایی سوار شده است. یونان، حدود بین ۴۵۰- ۳۰۰ پیش از میلاد